# Рух за незалежність Тибету

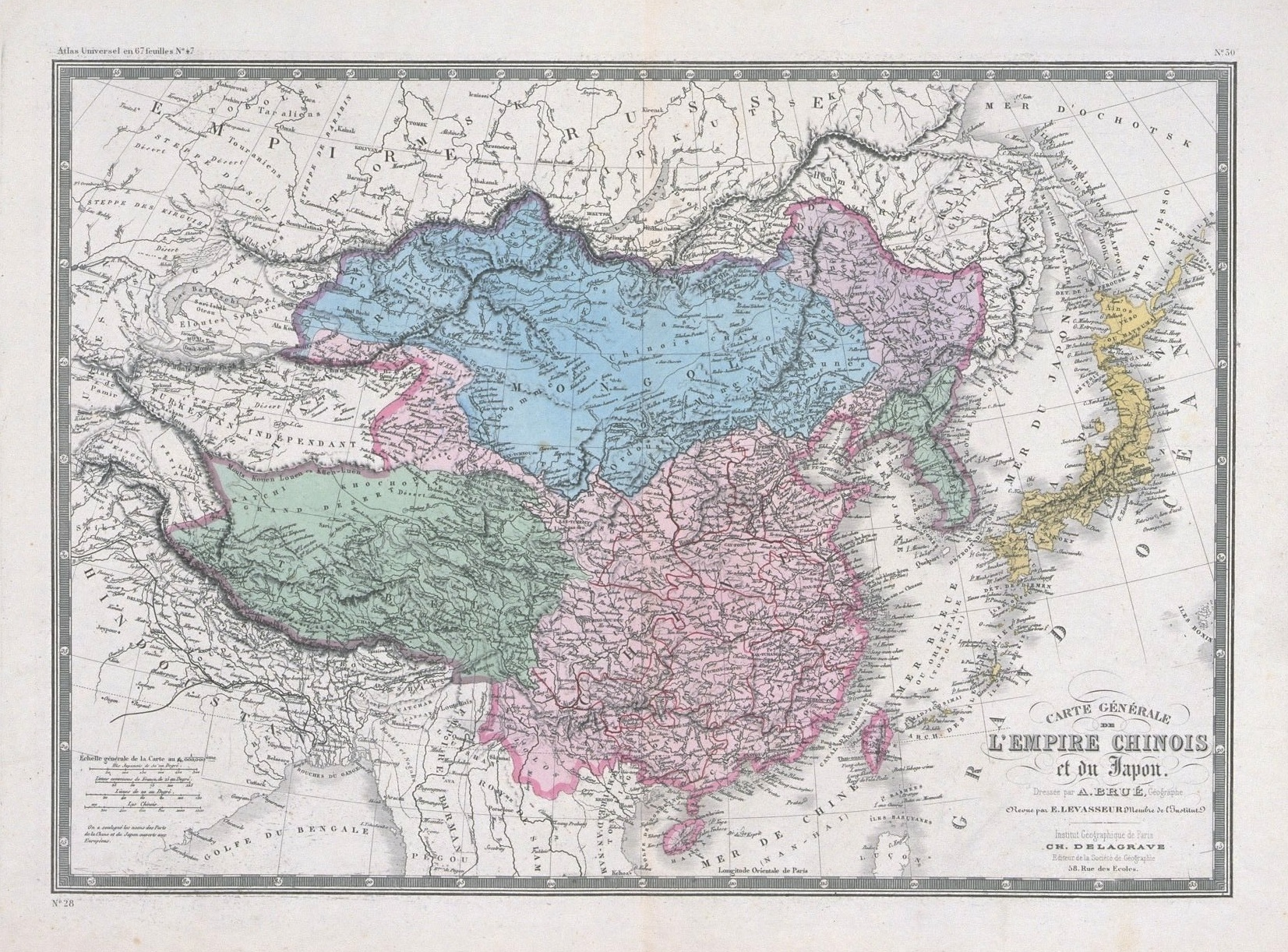
Мапа Східної Азії 1875 року

Рух за незалежність Тибету — рух за повну незалежність Тибету або його автономію у складі Китайської Народної Республіки.
Після військового вторгнення китайських військ в Тибет в1949 року і вимушеного підписання угоди з 17 пунктів 1951-го Тибет став частиною Китаю. Наплив в Тибет військового і цивільного населення з КНР, а також політика китайських комуністів призвели спочатку до невдоволення місцевого населення, а в підсумку до масового повстання тибетців 1959-го. Повстання було придушене, Далай-лама XIV і група тибетців з метою порятунку покинули Тибет. Хвилювання в Тибеті тривають по теперішній час, найбільші з них відбувалися в 1987-1989 і 2008 роках.
У вигнанні Далай-лама XIV веде активну діяльність по досягненню справжньої автономії Тибету, ставши фігурою світового масштабу і здобувши повагу за відданість методам ненасильства. В Індії було засновано Уряд Тибету у вигнанні, яке прагне вирішити питання національної незалежності і захисту прав тибетців. У тибетській діаспорі утворюються молодіжні групи, активно виступають за незалежність Тибету і критикують уряд за повільне вирішення питання.
Після тибетського повстання 1987 року велику популярність набув рух за вільний Тибет на Заході, чому в певній мірі сприяла участь в русі знаменитих акторів і музикантів, поява таких фільмів, як Кундун і Сім років у Тибеті.

## Історія краю
В єдину державу Тибет (історико-географічний регіон в Центральній Азії) оформився у VII ст., до цього часу на цій території існували окремі невеликі князівства. Уже у IX ст. держава розпадається на два царства: Західнотибетське та Центральнотибетське. Протягом Х ст. вони розпадалися на менші князівства. З ХІІІ століття на території Тибету володарювали монголи, а з середини XIV ст. владу перебрали до себе Далай-лами. Наступного століття у 1642 р. Далай-лама стає світським і релігійним володарем країни.
Але незалежність Тибету тривала не довго — уже у 1751 р. він став васалом Китаю часів династії Цин. Відтоді, фактично, і починається «китайська» історія Тибету: так, під китайською владою Тибет проіснував до 1911 р., коли в Китаї відбулася Сіньхайська революція і Тибет знову не став незалежним. З 1913 по 1951 р. Тибет існував, фактично, як незалежна держава, хоча його незалежність не було визнано жодною державою світу. Далай-лама ХІІІ (тодішній правитель Тибету) намагався покращити ситуацію: проводити реформи, налагоджувати зв'язки, — проте, його зусилля виявилися марними. Після його смерті ситуація в країні сильно погіршилася, до того ж тоді відбувалася боротьба за владу.
3 часом 1949 р. став роком комуністичного перевороту в Китаї і Мао Цзедун не змусив чекати і на рішення щодо Тибетської території: Тибет було проголошено «визволеним». У жовтні 1950 р. китайські війська увійшли до Тибету і з легкістю взяли його під свій контроль. Невдовзі політична влада в Тибеті перейшла до Далай-лами XIV, який уклав з Китаєм так звану «Угоду з 17 пунктів», головним наслідком якої стало входження Тибету до складу Китаю. Великий приток китайських солдат став приводом для невдоволення місцевих жителів: тибетці опиралися китайській владі. Це вилилося у сумнозвісне повстання 1959 р., коли було вбито близько 87 тис. тибетців, а ще 25 тис. заарештовано; тибетська влада тоді вимушена була тікати до Індії.
Відтоді найпомітніші повстання в Тибеті відбувалися у 1987—1989 та 2008 рр., але Тибет так і залишився у складі КНР у статусі Тибетського автономного району. Наразі суперечки навколо Тибетського питання полягають саме у визначенні його статусу.

## Опір тибетців, що живуть в Тибеті
З 1959 по теперішній час місцеве корінне населення Тибету влаштовувало безліч акцій опору китайській владі. Радянські історики відзначали, що «опір населення економічному пограбування і національно-культурного геноциду в національних районах існувало постійно, доходячи до прямого збройного повстання в деяких районах».
Найбільші повстання в Тибеті відбувалися в 1959, 1987—1989 і 2008 роках.

## Тибетське повстання (1959)
У 1951 році, через два роки після військового вторгнення китайських військ у Тибет, викликана в Пекін тибетська делегація вимушено підписала нав'язане китайською владою угоду. Вона гарантувала Тибету автономію, але дозволяла розташовувати в Лхасі цивільний і військовий штаб КНР.
Приховане невдоволення населення в зв'язку з напливом військових і цивільних осіб з Китаю призвело до партизанської війни (за підтримки ЦРУ), а потім, в березні 1959, до масового повстання тибетців. В антикитайському русі брали участь широкі верстви населення Тибету. В антикитайском движении участвовали широкие слои населения Тибета. Повстання було придушене. У тому ж році Далай-лама, більшість його міністрів і безліч послідовників покинули Тибет.

## Заворушення в Тибеті (1987—1989)
Невелика демонстрація за незалежність Тибету, проведена групою монахів в Лхасі 27 вересня 1987 року, продовжилася широкими народними протестами, що виникали протягом 1989 року. Хвилювання охоплювали Тибетський автономний район, Сичуань, Цинхай, Юньнань і Ганьсу.
5 березня 1989 року сталася найсерйозніший бунт, який тривав три дні. За різними оцінками під час заворушень загинуло від 80 до 400 осіб, за офіційною заявою Китаю — 11. Згідно фотоплівок і документів, представлених колишнім китайським журналістом Тангом Д., силами безпеки Китаю було вбито більше 450 тибетців. 7 березня було введено воєнний стан, який було знято понад рік тому, 1 травня 1990 року.
Згідно з однією з оцінок, з 27 вересня 1987 року і до кінця 1990 року в Тибеті стався понад 150 демонстрацій різного масштабу.

## Тибетський заколот (2008)

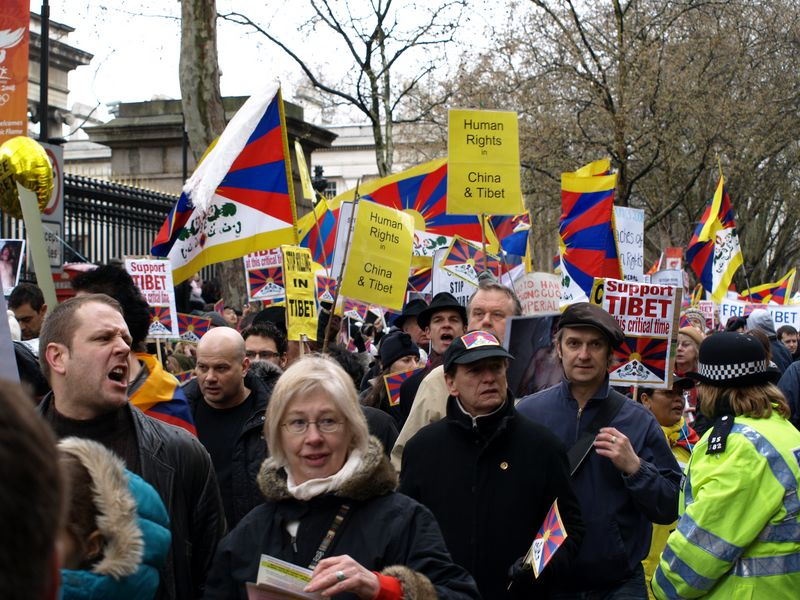
Мітинг в підтримку Тибету, Лондон, 2008 рік.

Великі хвилювання, пов'язані з 49-ми роковинами повстання проти китайської влади, мали місце в 2008 році та були приурочені до початку літніх Олімпійських Ігор в Пекіні. Тибетський уряд у вигнанні наполягав, що до повстання призвело придушення китайськими силовиками мирної демонстрації, проте Пекін говорив про те, що демонстрація практично відразу переросла в погром, в ході якого цілеспрямовано вбивали етнічних китайців і знищували їх майно. Бунт був жорстоко придушений. Регіон негайно був закритий для будь-яких іноземних громадян на кілька місяців. За неофіційними джерелами, в результаті придушення повстання було вбито і закатовано в тюрмах понад тисячу осіб, проте згодом навіть адміністрація Далай-лами визнавала, що озвучене нею раніше кількість убитих — 140 осіб є перебільшеним. За відомостями Тибетського центру за права людини і демократію, до березня 2009 року були підтверджені дані про загибель приблизно 70 тибетців; із заарештованих 6500 чол. близько 5 тис. залишалися в ув'язненні.
Світова спільнота засудила застосування грубої сили при придушенні заворушень. Було піднято питання про «демонізації Китаю» в очах громадськості. У багатьох країнах Євросоюзу, де обширна тибетська діаспора, виникли ідеї створення бойкоту майбутньої Олімпіади від імені всього ЄС у зв'язку з подіями в Тибеті. Головуюча на той момент як глава ЄС — Франція морально підтримала ідею бойкоту, але до початку Олімпіади так і не зважилася виконати її і взяла участь в іграх[уточнити].
Згідно з позицією офіційних державних ЗМІ КНР за фактом заворушень, що в усьому винний Тибетський уряд у вигнанні і призвідниками погромів виступила якесь нечисленне угруповання, що піддалося закликам релігійного глави Далай-Лами, з обвинуваченням міжнародних ЗМІ в перекручуванні інформації. Офіційний Пекін обіцяв надати факти про організацію заворушень Далай-ламою, але такі факти так і не були надані. Далай-лама спростував заяви про його причетність до безладів і закликав тибетців до ненасильницького вирішення тибетського питання. Тибетський уряд у вигнанні звинуватив владу КНР в тому, що вони спровокували насильство в Тибеті для подальшої розправи з незадоволеними китайським правлінням.

## Збільшення числа тюрем
До початку окупації в 1959 році в Тибеті існувало 2 в'язниці, в яких вміст навіть 15 ув'язнених вже викликало скандал. З моменту вторгнення Китаю кількість заарештованих безпрецедентно зросла, а число кримінальних установ збільшилося. За даними тибетської сторони на 2001 рік, всього в Тибетському автономному районі було 12 в'язниць і 13 трудових таборів, в Цинхай — 32, в Сичуані — 6; більше половини всіх ув'язнених — духовенство.

## Рух тибетських біженців за незалежність

Прапор Тибету, принятий в 1925 році Далай-ламою XIII

### Уряд Тибету у вигнанні
Покинувши у 1959 році Тибет біженці оселялися в основному в Непалі, Бутані та Індії. Далай-лама XIV отримав притулок в Дхарамсалі (Індія), де розташувався Тибетський уряд у вигнанні. Далай-лама і уряд контактували з главами держав, оповіщали міжнародні ЗМІ про те, що Тибет був окупований Китайською народною республікою.
Уряд Тибету у вигнанні встановлює демократичні принципи в тибетській діаспорі, 10 березня 1963 був прийнятий проект конституції. Основні теми, якими займається уряд, це питання національної незалежності, збереження тибетської культури та релігії, захист екології Тибету, захист прав тибетців.

### Далай-лама XIV
До 2002 року Далай-лама XIV, духовний лідер тибетських буддистів, був главою тибетського уряду у вигнанні. В результаті його зусиль у питанні Тибету були прийняті три резолюції ООН в 1959, 1961 і 1965 роках. У перші десятиліття, проведені у вигнанні, основна частина його роботи була присвячена таким питанням як благополуччя тибетських біженців і збереження тибетської культури. Одночасно виконувалася інша важлива мета — створення і підтримка обізнаності міжнародної громадськості про тяжке становище в Тибеті.

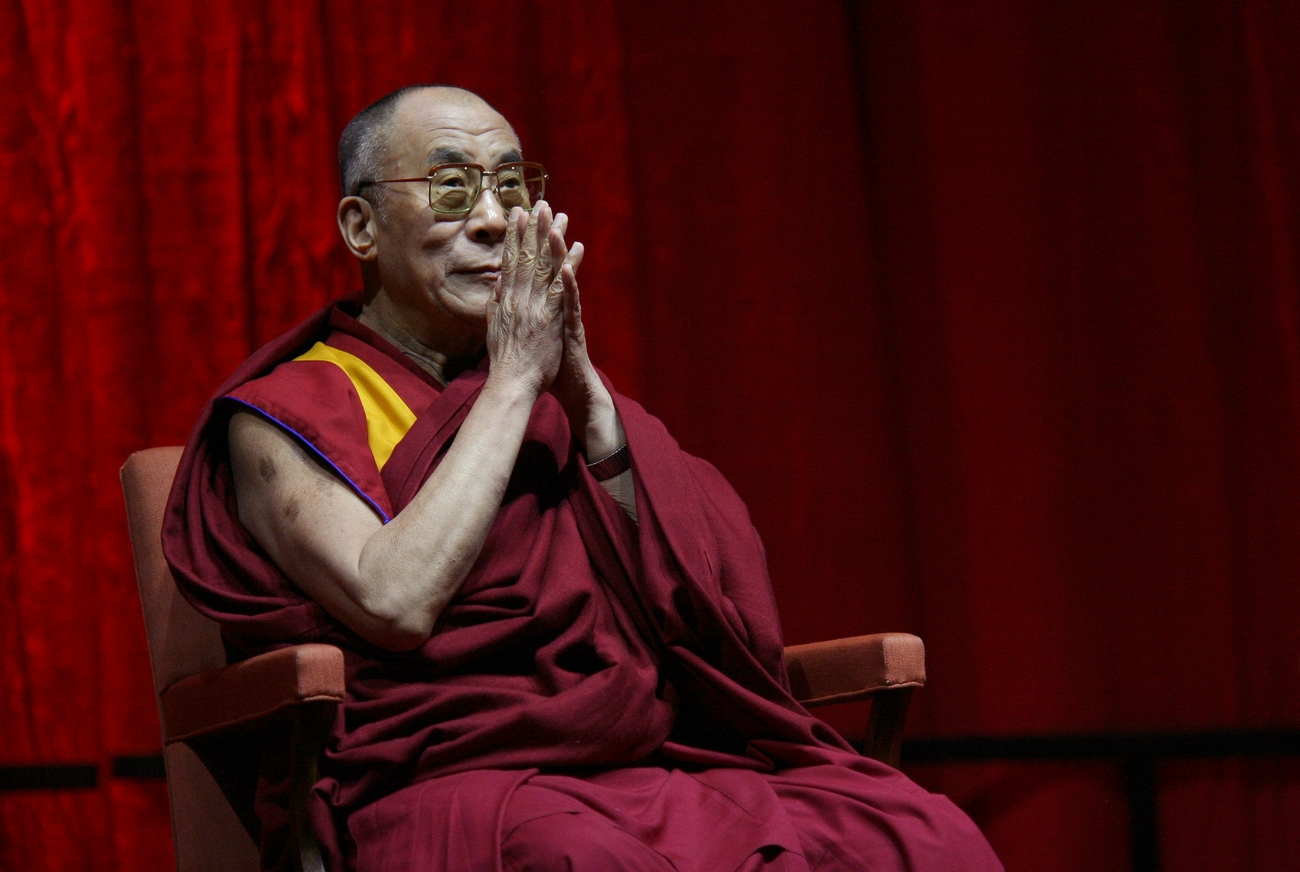
Далай-лама XIV (Бельгія, 2006)

У 1987 році Далай-лама висунув План миру по Тибету з 5 пунктів, в якому було запропоновано відновлення автономії Тибету, національної ідентичності та прав тибетців, а також створення зони миру. 15 червня 1988 року Далай-лама XIV був запрошений виступити перед Європейським парламентом в Страсбурзі, де він представив опрацьований план миру з п'яти пунктів, акцентуючи увагу на правах тибетців жити вільно. Свою пропозицію він назвав «серединним шляхом» між повною незалежністю Тибету і повним його поглинанням Китайською народною республікою. 14 жовтня Європейський парламент видав резолюцію, висловивши своє занепокоєння з питання Тибету. У 1989 році за політику ненасильства Далай-лама був удостоєний Нобелівської премії миру.
Починаючи з 1990-х років, Далай-лама підкреслює в своїх виступах та інтерв'ю, що Тибет шукає автономії, а не незалежності. У листопаді 2008 року в Пекіні його посланцями був представлений «Меморандум про справжню автономії для тибетського народу», в якому була озвучена відмова від боротьби за незалежність і згоду на справжню автономію в разі задоволення Китаєм ряду вимог тибетської сторони.
Далай-лама незмінно акцентує, що для досягнення поставлених цілей необхідно використовувати тільки ненасильницькі методи: мирні демонстрації, роботу з громадською думкою і інші. За свою прихильність ненасильству і справі свободи Тибету, Далай-лама є одним з найшанованіших людей у всьому світі.

### Тибетський молодіжний конгрес
Тибетський молодіжний конгрес — одна з найактивніших молодіжних груп, які виступають за незалежність Тибету.
Вона була заснована в 1970 році. Її членами часто стають прибули з Тибету біженці. Конгрес виступає за ненасильницьку боротьбу, але на відміну від Далай-лами ця група вимагає не автономії, а повної незалежності Тибету, а також критикує уряд Тибету у вигнанні за повільне вирішення питання повернення на батьківщину. На думку китайської влади, діяльність конгресу носить терористичний характер.
Значну увагу ЗМІ привернула акція Тибетського молодіжного конгресу, що складалася в марші протесту від Дхарамсали до кордону Тибету.

### Демографічний склад
Тибетці, найчастіше беруть участь в кампаніях за незалежність Тибету, це більшою мірою біженці, нещодавно прибули з Тибету, старше покоління тибетців, чиє дитинство пройшло на Тибеті, а також молоді тибетці, які народилися поза Тибету, під час їх навчання в коледжах.

## Тибетське питання з середини
Більшість тибетців та уряд Тибету «у вигнанні» визнають, що протягом історії Тибет майже завжди знаходився під чиїмсь впливом: Монголія, Китай… Втім, Далай-лама зауважує, що практично усі народи світу свого часу перебували під чиїмсь впливом, а тому це не є вирішальним фактором у визначенні статусу Тибету. Також тибетцями визнається величезний поштовх для розвитку, наданий Тибету Китаєм, що значно підвищив економічний розвиток району. Однак, значно більше уваги приділяється жертвам цього прогресу: десяткам тисяч загиблих тибетців, яких Тибет не може пробачити КНР. У повстаннях 1959 р. та наступних років Далай-лама звинувачує сам Китай, адже, як він зауважує, тибетці не отримали обіцяних широких культурних прав за своє приєднання до КНР у 1951 р., що і викликало великі хвилі невдоволень. Далай-лама також звинувачує КНР у надмірному застосуванні сили поліцією проти мирних протестувальників, у чому знаходить підтримку у західних політичних діячів.
Таким чином, тибетці, які проживають на території Тибетського автономного району, вимушені всіляко висловлювати свою лояльність китайському уряду, при чому КНР це висвітлює як невимушену лояльність, а Захід — як засіб тибетців вижити в умовах їх пригнічення. Тибетці ж в іміграції схильні до пошуку так званого «серединного шляху» — припинення кровопролиття та утвердження справжньої автономії Тибету у складі КНР.

## Рух за свободу Тибету на Заході

### Історія розвитку
У 1960-1970-х роках інтерес до руху за незалежність Тибету ні сильно виявлений. Цьому сприяла закритість кордонів Тибету в 1963—1971 роках і недоступність інформації, західна політика «єдиного Китаю», холодна війна, війна у В'єтнамі та інші події, що займали увагу світової спільноти.
Однак в 1987 році, коли сталася лхасского демонстрація в 1987 році, і по демонстрантах, кидали каміння, був відкритий вогонь з напівавтоматичної зброї, ситуація в корені змінилася, в основному завдяки присутності в той момент в Лхасі іноземних журналістів, висвітлили події.Незабаром з'явилася велика кількість організацій, які виступають за незалежність або повну автономію Тибету. Серед них:
- Free Tibet Campaign[en] (заснована в 1987 році)
- International Campaign for Tibet[en] (1988)
- Students for a Free Tibet[en] (1994)

### Участь знаменитостей

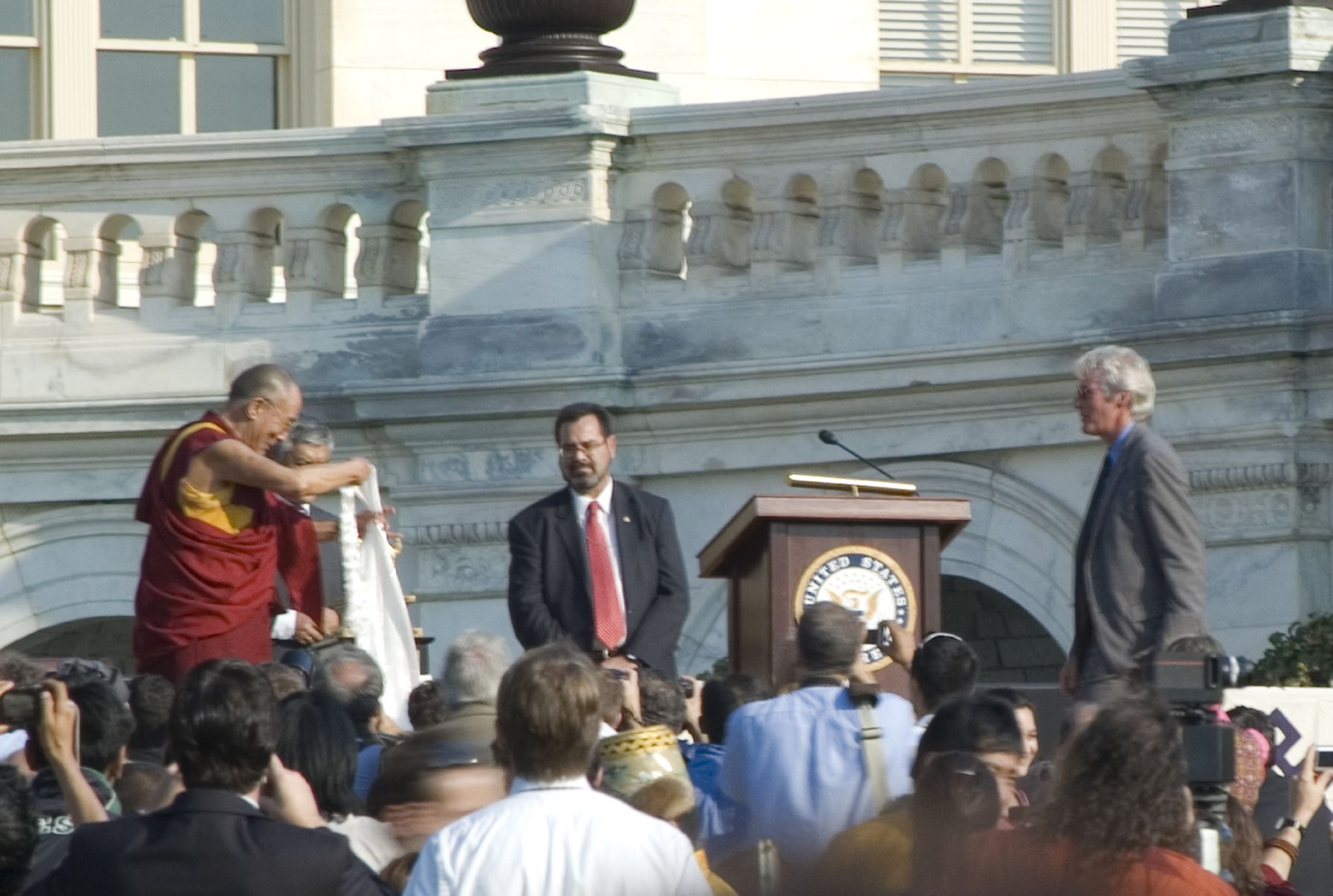
Далай-лама робить подарунок Річарду Гіру, 17 жовтня 2007 року

Великий внесок у популярність руху за незалежність Тибету внесли такі знамениті люди, як Харрісон Форд, Голді Хоун, Джулія Робертс, Стінг, Бьорк та інші. Одним з найактивніших учасників руху є Річард Гір. Він заснував фонд «The Gere Foundation», чиєю метою є допомога тибетцям, в тому числі в питанні автономії Тибету. 1993 році, вручаючи одну з нагород премії Оскар, він використовував подіум, щоб засудити китайський уряд за дії в Тибеті (після цього випадку він був назавжди позбавлений можливості брати участь у врученні).
Засновник групи Beastie Boys Адам Яух організував в 1996 році успішний рок-концерт «Tibetan Freedom Concert», який проводився потім щорічно до 2001 року. Перший концерт відбувся в Сан-Франциско з участю таких груп як Red Hot Chili Peppers, Smashing Pumpkins, Beastie Boys, Björk та інших. Концерт відвідали 100 000 глядачів, завдяки йому вдалося зібрати більше 800 000 доларів на допомогу тибетцям.

## Критика
На думку тибетології М.Голдштейна, широка підтримка, яка надається тибетцям, погіршує їхнє становище. Він зазначає, що прихильники жорсткого курсу в Китаї використовують підтримку Тибету з боку Заходу як привід для посилення політики, оскільки тибетці розглядаються в даному випадку як ті, хто запрошує іноземців втрутитися у внутрішні справи Китаю.
Деякі критики, наприклад, учений Д.Лопес в своїй книзі"Prisoners of Shangri-La: Tibetan Buddhism and the West", відзначають, що на Заході склався ряд романтичних міфів про Тибет, що дають спотворене уявлення про дійсність. Наприклад, поширене уявлення про те, що уряд Тибету суспільство існувало без насильства, суперечить факту участі тибетської армії в численних війнах, починаючи з XVII століття. Однак саме з фрази про те, що «тибетці практикували ненасильство понад тисячу років» починається фільм М.Скорсезе «Кундун». Критики також вважають, що і самі тибетці у вигнанні, включаючи Далай-ламу, схильні до деяких західних міфів про тибетської історії та релігії і вибудовують свою політику відповідно до них.

## Погляд Заходу
Кожна країна, яка має дипломатичні відносини з КНР, так чи інакше визнає приналежність Китаю його основних проблемних територій: Тибету та Тайваню. Інша справа, що більшість західних держав, серед яких у цьому питанні найпомітніше місце займають США, не забувають нагадувати світу і самому Китаю про низький рівень розвитку прав людини в державі, про права національних меншин і т. д. Це ніщо інше як натяки на становище та статус національних меншин Китаю та територій, на яких вони компактно проживають — таких, як Тибет, і, зокрема, сам Тибет.
Визнаючи Тибет частиною КНР, Захід у той же час засуджує застосування там сили Китаєм, а також низький рівень дотримання прав тибетців як національної меншини КНР. Зокрема, США з розумінням та підтримкою ставляться до акцій протесту тибетців проти китайської влади, підтримують зв'язки з тибетським урядом «у вигнанні». Так, Барак Обама вже тричі за час перебування на посаді президента США зустрічався з Далай-ламою і ці зустрічі було присвячено проблемам китайської агресії та її попередження в Тибеті.
Серед дослідників існують різні думки щодо статусу Тибету. Частина їх, а також багато правозахисників, учасників «Руху за незалежність Тибету», тибетці у вигнанні дотримуються думки про необхідність надання Тибету незалежності. Вони виходять з того, що, все ж, протягом певного проміжку часу Тибет був незалежною державою, яку у 1950 р. окупував Китай. Тобто, на їх думку, зараз регіон являє собою окуповану КНР незалежну державу, якій треба повернути цю незалежність. Адепти цієї точки зору також загострюють увагу на питаннях прав тибетців в складі КНР, а точніше, на тому, що права тибетців як національної меншості не реалізовані у рамках Китаю.
Втім, можна стверджувати, що велика частина дослідників, політиків, визначних діячів, в тому числі і сам Далай-лама, дотримуються думки про «справжню автономію» Тибету, а не його незалежність. Вони закликають до припинення боротьби за незалежність та проливання крові тибетців, але лише в разі задоволення Китаєм інтересів Тибету: мова йде про статус широкої автономії Тибету у складі КНР з дотриманням прав тибетців та наданням їм рівних можливостей з ханьцями.
Громадська думка Заходу та більшої частини світу схиляється на бік тибетців, яких, ми бачимо, притіняють у їх національних правах, яким не дають належних можливостей для розвитку, яких обмежують у культурних та релігійних питаннях. ми знаємо про десятки тисяч жертв серед тибетців, які було зроблено під час його завоювання та під час Культурної революції в Китаї, і тому автоматично співчуваємо ним та стаємо на бік тих, хто бореться за незалежний Тибет. Втім, маємо розуміти, що все це — точка зору, нав'язана нам західними ЗМІ, впливу яких ми, безперечно, піддаємося. Врешті-решт, та сама Культурна революція зачепила своїми кривавими мірами не сам Тибет, але і весь Китай.

## Точка зору Китаю
За офіційною версією КНР, Тибет є частиною китайської території ще з часів династії Юань. Будь-який заклик чи спроба до розчленування країни розглядається владою як злочин та прояв сепаратизму.
Китай наголошує на тому, що саме він перетворив Тибет з феодального регіону на розвинену адміністративну одиницю КНР, де процвітає туризм та розвивається промисловість. Тибет наразі, фактично, існує за рахунок бюджетних надходжень з центрального Китаю, які складають близько 90 % бюджету регіону. КНР стверджує, що саме вона витягла Тибет з Середньовіччя, і якби не вона, він би і досі лишався там. Період після 1951 р. у Тибеті представляється Китаєм як період реформування краю, його демократизації, економічного та соціального прогресу. І справді, Тибет помітно розвинувся за останні півстоліття, особливо у порівнянні із сусідніми Бутаном і М'янмою. Повстання 1959 р. посадовці характеризують як сплеск феодальних настроїв, які ще не встигли залишити тибетців після приєднання їх до КНР. Усі звинувачення з боку Заходу характеризуються Китаєм, звичайно, як безпідставні.
Взагалі будь-яке питання щодо цілісності Китаю є уже болісним для нього. Уся історія цієї держави — це, фактично, періоди воз'єднаннь та розпадів, які змінювали одне одного через війни та кровопролиття. Наразі Китай переживає період єдності і будь-який натяк на сепаратизм є неприпустимим для нього, адже сама ідея КНР полягає у її єдності і збереження цієї єдності є однією з головних умов існування держави, а відтак — чи не найголовнішим напрямом її політики. Звідси — і вся болісність питань тих самих Тибету і Тайваню. Так само і будь-яка критика в адресу Китаю щодо питань дотримання прав людини і т. ін. сприймається ним як прихована агресія та загроза територіальній цілісності.
Однак, на думку деяких китайських аналітиків, проблема таки існує — КНР у своїй політиці та у своєму ставленні свідомо виокремлює Тибет та тибетців від інших територій та національностей Китаю, проводить щодо нього більш сувору політику, а світові намагається показати над лояльність тибетців до китайського уряду і тим самим дає привід для «сепаратистських» настроїв. Так, дослідники, які дотримуються такої думки, вважають, що уряду необхідно відділяти одну від одної «м'яку» та «тверду» сили в Тибеті: надавати більше допомоги у розвитку району, більше можливостей населенню і водночас застосовувати жорсткішу силу проти сепаратистів та терористів.